# Silivașu de Câmpie
Silivașu de Câmpie è un comune della Romania di 1173 abitanti, ubicato nel distretto di Bistrița-Năsăud, nella regione storica della Transilvania.
Il comune è formato dall'unione di 4 villaggi: Draga, Fânațele Silivașului, Porumbenii, Silivașu de Câmpie.